# Анисимов, Антон
Антон Анисимов (род. 10 февраля 1988, Курск, СССР) — российский телевизионный журналист и телеведущий, колумнист; ведущий программы «Есть тема!» на телеканале «Матч ТВ».

## Биография
Профессиональная деятельность журналиста началась на информационном портале LIFE.ru. После этого Анисимов сменил ряд работодателей: трудился в News Media и в редакции газеты «Известия».
В 2010 году Антона привлёк в свои ряды медиа холдинг BRIDGE TV, но спустя короткое время ему поступило предложение от канала «РЕН ТВ».
Спустя некоторое время корреспондент переключился на столичное вещание, став сотрудником канала «Москва 24», на котором работал три года. В 2017 году, появился на телеканале «Матч ТВ», а затем стал сотрудником городского культурно-просветительского центра «Зарядье». После этого, был приглашён на Первый канал, но, после года работы, в апреле 2019 года вернулся на «Матч ТВ».

## Личная жизнь
• Жена (с 2012) — Светлана. Есть сын Артём (род. 2015)